# 中式甜點

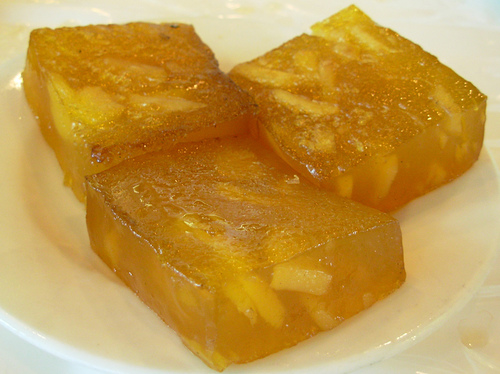
馬蹄糕，一种中国糕狀甜点。

中式甜點，是甜的食物與菜肴，通常佐以茶、饭菜等一起食用，或在用餐结束後食用。 甜点包括在东方亚洲菜中常用的各种各样的成分，例如糯稻、豆沙、以及琼脂。由于中国文化在歷史的長期演進下，產生了许多各式各样的甜点。

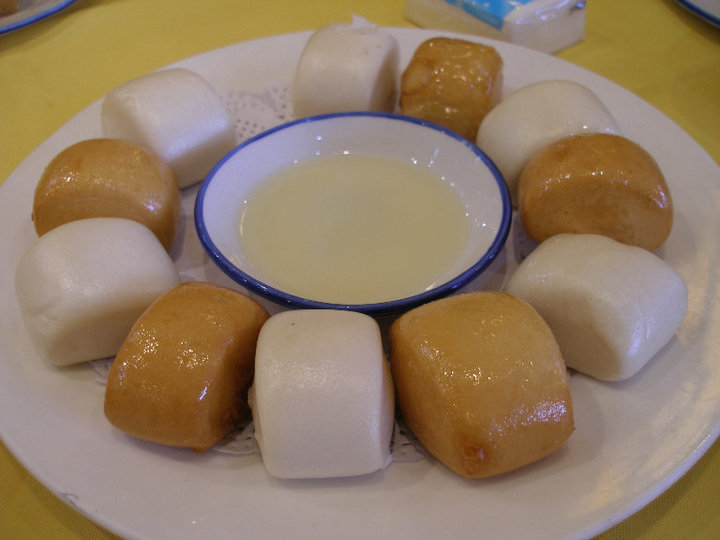
蒸和油炸馒头，经常与加糖炼乳一起搭配作甜点。